# Barbara Piecha
Barbara Piecha (Katowice, 4 de marzo de 1948) es una deportista polaca que compitió en luge en la modalidad individual.
Ganó dos medallas en el Campeonato Mundial de Luge, oro en 1970 y bronce en 1971, y una medalla de bronce en el Campeonato Europeo de Luge de 1971.

## Palmarés internacional
| Campeonato Mundial | Campeonato Mundial | Campeonato Mundial | Campeonato Mundial |
| Año                | Lugar              | Medalla            | Prueba             |
| ------------------ | ------------------ | ------------------ | ------------------ |
| 1970               | Königssee (RFA)    | Medalla de oro     | Individual         |
| 1971               | Valdaora (Italia)  | Medalla de bronce  | Individual         |
| Campeonato Europeo |                    |                    |                    |
| Año                | Lugar              | Medalla            | Prueba             |
| 1971               | Imst (Austria)     | Medalla de bronce  | Individual         |